# Wiener Blut (1942)
Wiener Blut ist eine deutsche Operettenverfilmung von Willi Forst aus dem Jahr 1942. Ihr liegt die gleichnamige Operette von Johann Strauß zugrunde.
Mit 7 Millionen Reichsmark an Einspielergebnis gehörte Wiener Blut zu den erfolgreichsten deutschen Filmen in der Zeit des Nationalsozialismus.

## Handlung
Der jung verheiratete Graf Georg Wolkersheim trifft mit seiner Gattin Melanie in Wien ein und soll beim Wiener Kongress die Interessen des Kleinstaates Reuss-Schleiz-Greiz vertreten. Wegen der lockeren Lebensart der Wiener kommt es zu Spannungen zwischen den Ehepartnern einerseits und deren Dienern andererseits. Nach einem so entstandenen Streit fährt Melanie auf Anraten ihres Dieners Knöpfel zu ihrer Tante, Fürstin Auersbach, nach Baden. Dem Grafen wird von seinem Kammerdiener Jean empfohlen, der Ehefrau nicht nachzufahren.
Da Metternich (Klemens Wenzel Lothar von Metternich) für eine Darbietung der Diplomaten einen Walzertänzer braucht, lässt sich Wolkersheim im Interesse seines Landes von der Schauspielerin Liesl Stadler das Tanzen beibringen und in die Wiener Lebensweise einführen.
Als der sehr prüde Fürst Ypsheim-Gindelbach von Reuss-Schleiz-Greiz die Schauspielerin beim Grafen antrifft, hält er sie für die Gräfin. Wolkersheim sieht sich außerstande das Missverständnis aufzuklären, was Liesl dazu veranlasst, ihn zu zwingen, sie zu einem Hofball mitzunehmen. Dort gibt sie sich als seine Ehefrau aus, wird aber von einigen Gästen erkannt.
Die mittlerweile heimgekehrte echte Gräfin, Melanie, besucht ebenfalls den Hofball. Als der Kronprinz Ludwig von Bayern auf sie aufmerksam wird, bittet er sie an seinen Tisch. Nachdem er erfährt, dass sich die Schauspielerin als Gräfin ausgibt, bezieht er das auf die echte Gräfin und hält Melanie für die Schauspielerin. Er konfrontiert Melanie damit und bittet Wolkersheim und Liesl ebenfalls zu seinem Tisch. Melanie sieht sich nun mit Freuden gezwungen, sich als die Schauspielerin auszugeben. Während eines Liedes, das die beiden Damen singen zeigt sich Melanie Liesl gegenüber versöhnlich.
Ebenso versöhnt sich Melanie am nächsten Tag mit ihrem Ehemann. Aufgrund einer Initiative der beiden Diener lässt er sie von Moritz Daffinger malen. Dann erfährt Wolkersheim, dass Reuss-Schleiz-Greiz Bayern eingegliedert werden soll. Der Kronprinz, der mittlerweile erkannt hat, wer die echte Gräfin ist, wird auf ihre Bitten hin Fürsprecher für den Kleinstaat und erreicht, dass Reuss-Schleiz-Greiz unabhängig bleibt. Graf Wolkersheim kann nun mit seiner Frau in Wien bleiben, Liesl Stadler wird nun vom etwas weniger steifen Ypsheim protegiert und kann sogar zwischen Engagements in Reuss und München wählen.

## Kritiken
„Nach Motiven der gleichnamigen Operette von Johann Strauß. Amouröses Geplänkel eines Kleinstaatdiplomaten auf dem Wiener Kongreß 1815. Mit Schwankszenen und Situationskomik vortrefflich inszeniert und gespielt“ – Lexikon des internationalen Films (rororo-Ausgabe von 1987).

## Auszeichnungen
- Die NS-Filmprüfstelle verlieh Wiener Blut die Prädikate „künstlerisch besonders wertvoll“ und „kulturell wertvoll“.
- Bei den X. Internationalen Filmfestspielen von Venedig erhielt der Film einen Anerkennungspreis der Biennale.

## Veröffentlichungen
Uraufführung war am 2. April 1942 in Wien und am 17. April 1942 in Berlin. Im Fernsehen wurde der Film erstmals am 15. Oktober 1962 im Deutschen Fernsehfunk gezeigt. Die bei Fernsehausstrahlungen und auf DVD zur Verfügung gestellte Fassung hat bei Originalgeschwindigkeit eine Vorführdauer von 107 Minuten, im Lexikon des internationalen Films sind 111 Minuten vermerkt.